# پارک ملی کاردامام
پارک ملی کاردامام (به لاتین: Central Cardamom Mountains National Park) یک منطقه حفاظت‌شده در کامبوج است که در Koh Kong Province, Pursat Province and Kampong Speu Province, Cambodia واقع شده‌است.